# Jade North
Jade North (Taree, 7 januari 1982) is een Australische voetballer. North debuteerde in 2002 in het Australisch nationaal elftal en speelde 39 interlands.
North vertegenwoordigde zijn vaderland bij de Olympische Spelen van 2008 in Peking. Daar werd de selectie onder leiding van bondscoach Graham Arnold uitgeschakeld in de groepsronde na nederlagen tegen Ivoorkust (0-1) en Argentinië (0-1) en een gelijkspel tegen Servië (1-1).